# Saint-Maurice-la-Fougereuse
Saint-Maurice-la-Fougereuse là một xã thuộc tỉnh Deux-Sèvres trong vùng Nouvelle-Aquitaine phía tây nước Pháp. Xã này nằm ở khu vực có độ cao trung bình 150 mét trên mực nước biển.
Sông Layon bắt nguồn ở đây.